# Palliolum furtivum
Palliolum furtivum är en musselart som först beskrevs av Sven Lovén 1846.
Palliolum furtivum ingår i släktet Palliolum och familjen kammusslor. Enligt den svenska rödlistan är arten sårbar i Sverige. Arten förekommer i Götaland. Artens livsmiljö är havet. Inga underarter finns listade i Catalogue of Life.